# Havelländische Musikfestspiele
Die Havelländischen Musikfestspiele sind ein Musikfestival im Land Brandenburg, das seit 2001 jährlich an Spielorten im Havelland, in Potsdam-Mittelmark und seit 2014 auch im Landkreis Oberhavel stattfindet. Von Februar bis Dezember werden etwa 35 bis 40 Konzerte an besonderen Spielstätten veranstaltet; charakteristisch sind Schlösser, Herrenhäuser, Kirchen, Gutshöfe, Parks und Gärten. Das Büro der Havelländischen Musikfestspiele befindet sich auf Schloss Ribbeck. Das Programm besteht aus Klavierkonzerten, Kammermusikkonzerten, Orchesterkonzerten, Liederabenden, Lesungen und Jazz- und Popkonzerten, bei denen Künstler wie das Deutsche Filmorchester Babelsberg, Gunther Emmerlich, Claudio Ferrarini und viele weitere Künstler gastieren. Die Havelländischen Musikfestspiele wurden 2015 mit dem Tourismuspreis des Landes Brandenburg ausgezeichnet.

## Leitung
Im Jahr 2000 gründete der Pianist Frank Wasser die Havelländischen Musikfestspiele. Das Gründungskonzert fand am 29. April 2001 im Rathaus der Stadt Falkensee statt. 2011 wurden die Havelländischen Musikfestspiele zur gGmbH ausgegründet und im Jahr 2013 mit den, ebenfalls von Frank Wasser gegründeten, Märkischen Musikfestspielen zusammengelegt. Geschäftsführerin ist seit 2015 die Musikwissenschaftlerin Madleen Fox.

## Programmreihen
Die Veranstaltungsreihe „Die Kunst des Klavierspielens“ ist den reinen Klavierkonzerten gewidmet. 2015 lag der Fokus dabei auf der Präsentation italienischer Künstler wie Marco Schiavo, Sergio Marchegiani und Andrea Turini. 2016 widmet sich die Reihe außergewöhnlichen Klavierkonzerten zu vier Händen und an zwei Klavieren.
Besondere Höhepunkte sind die jährlichen Open-Air-Veranstaltungen. Im Jahr 2015 wurden die Freiluftveranstaltungen, anlässlich der Bundesgartenschau, unter der Reihe „Sommerkonzerte in Parks und Gärten“ zusammengefasst. Präsentiert wurde diese Open-Air-Konzertreihe vom Landkreis Havelland.

## Tourismuspreis des Landes Brandenburg 2015
Am 6. März 2015 wurden die Havelländischen Musikfestspiele mit dem Ersten Platz beim Tourismuspreis 2015 des Landes Brandenburg ausgezeichnet. Die Jury wurde vor allem durch die Symbiose aus klassischer Musik und der Landschaft des Havellandes überzeugt.